# Humerobates rostrolamellatus
Humerobates rostrolamellatus is een mijtensoort uit de familie van de Humerobatidae. De wetenschappelijke naam van de soort is voor het eerst geldig gepubliceerd in 1936 door Grandjean.